# Kamień (Lwówek Śląski)
Pour les articles homonymes, voir Kamień.
Kamień est une localité polonaise de la gmina de Mirsk, située dans le powiat de Lwówek Śląski en voïvodie de Basse-Silésie.